# Ro-29
Ro-29 (яп. 呂号第二十九潜水艦) — підводний човен Імперського флоту Японії. До введення в Японії в першій половині 1920-х років нової системи найменування підводних човнів називався «Підводний човен № 68» (第六十八潜水艦).
«Підводний човен № 68», який належав до типу Kaichū V, спорудили у 1923 році на корабельні компанії Kawasaki в Кобе. По завершенні човен класифікували як належний до 2-го класу та підпорядкували військово-морському округу Сасебо. За дев'ять місяців по тому, з 1 червня 1924-го, корабель включили до складу 25-ї дивізії підводних човнів, що належала до того ж округу.
1 листопада 1924-го «Підводний човен № 68» перейменували на Ro-29.
1 квітня 1936-го Ro-29 виключили зі списків ВМФ. При цьому корпус корабля використовували й далі (з 1 квітня 1940-го він позначався Haisen № 9).